# 1686
1686. је била проста година.

## Догађаји

### Датум непознат
- Википедија:Непознат датум — Започео Руско-турски рат

## Рођења

### Јануар
- 24. мај — Габријел Фаренхајт, немачки физичар. (*1736)